# Enawené-Nawé
L'Enawené-Nawé (també Enawenê-Nawê, Eneuene-Mare), també coneguda com a Salumã, és una llengua arawak del Brasil similar al paresí parlada per aproximadament 570 persones del poble homònim, que viuen a la zona de la conca del riu Juruena, i més concretament al llarg del riu Iquê a l'estat de Mato Grosso.
Aikhenvald (1999) classifica Enawene Nawe com a llengua Arawak del Sud juntament amb el terêna, lapachu i moxo. Tanmateix, treballs més recents tant de Fabre (2005) com de Brandão & Facundes (2007) consideren que la llengua forma un subgrup amb el Paresí a la branca Paresi-Xingu de les llengües arawak.

## Característiques
A la llengua enawenê-nawê no hi ha clústers de consonants i l'estructura sil·làbica bàsica és vocal, o vocal-consonant. No hi ha cap síl·laba travada, del tipus consonant-vocal-consonant. L'interrogació està marcada per l'entonació i la partícula "la" al final de la paraula. Un nom femení s'indica amb el sufix -lo, i el nom masculí s'indica amb el sufix -re.

## Fonètica

### Consonants
Els sons de la llengua enawenê-nawê són els següents:
| Labials    | Labials | Alveolo-dentals | Alveolo-dentals | Alveolo-palatals | Alveolo-palatals | Palatals | Palatals | Velare  | Velare | Velars labialitzades | Velars labialitzades | Glotals |       |
| ---------- | ------- | --------------- | --------------- | ---------------- | ---------------- | -------- | -------- | ------- | ------ | -------------------- | -------------------- | ------- | ----- |
|            | Sordes  | Sonores         | Sordes          | Sonores          | Sordes           | Sonores  | Sordes   | Sonores | Sordes | Sonores              | Sordes               | Sonores | Sorda |
| Oclusives  |         | b               | t               | d                |                  | d        | Ky       |         | K      |                      | Kw                   |         |       |
| Africades  |         | b               |                 | d                |                  | d        |          |         |        |                      |                      |         |       |
| Nasals     |         | m               |                 | n                |                  |          |          | ñ       |        |                      |                      |         |       |
| Semivocal  |         | w               |                 |                  |                  |          |          |         |        |                      |                      |         |       |
| Vibrants   |         |                 |                 | ~i               |                  |          |          |         |        |                      |                      |         |       |
| Laterals   |         |                 |                 | l                |                  |          |          |         |        |                      |                      |         |       |
| Fricatives |         |                 | s               |                  | x                |          |          |         |        |                      |                      |         | h     |

### Vocals
L'Enawené-Nawé és descrita per Zorthêa (2006) amb quatre vocals orals i quatre vocals nasals.
|              | Frontal | Posterior |
| ------------ | ------- | --------- |
| Quasitancada | i ⟨i⟩   | o~u ⟨o⟩   |
| Mitjana      | e~ɪ ⟨e⟩ | o~u ⟨o⟩   |
| Oberta       | a ⟨a⟩   | a ⟨a⟩     |

|              | Frontal | Posterior |
| ------------ | ------- | --------- |
| Quasitancada | ĩ ⟨ĩ⟩   | õ~ũ ⟨õ⟩   |
| Mitjana      | ẽ~ĩ ⟨ẽ⟩ | õ~ũ ⟨õ⟩   |
| Oberta       | ʌ̃ ⟨ã⟩   | ʌ̃ ⟨ã⟩     |

## Variacions
En la llengua enawenê-nawê, es nota l’aparició de variants generacionals (el dialecte dels joves i els vells) i de variació lliure, és a dir, la substitució d’un telèfon per un altre sense pèrdua de significat. Ex:
- t ~ d: atana = adana (tro)
- k ~ g: agositi = akositi (vagina)
- l ~ r: awitaliti = awitariti (adolescent)
- d ~ l: datowa = latowa (demà)
- w ~ b: wera = bera (jirau)